# Polar Onyx
Le Polar Onyx est un navire de service polyvalent pour les travaux offshore appartenant à GC Rieber et exploité par la société norvégienne DeepOcean. Il est à la fois un navire poseur de canalisations ou de câble sous-marin, un navire effectuant des travaux de construction ou des opérations d'inspection, d'entretien et de réparation (IMR).

## Caractéristiques

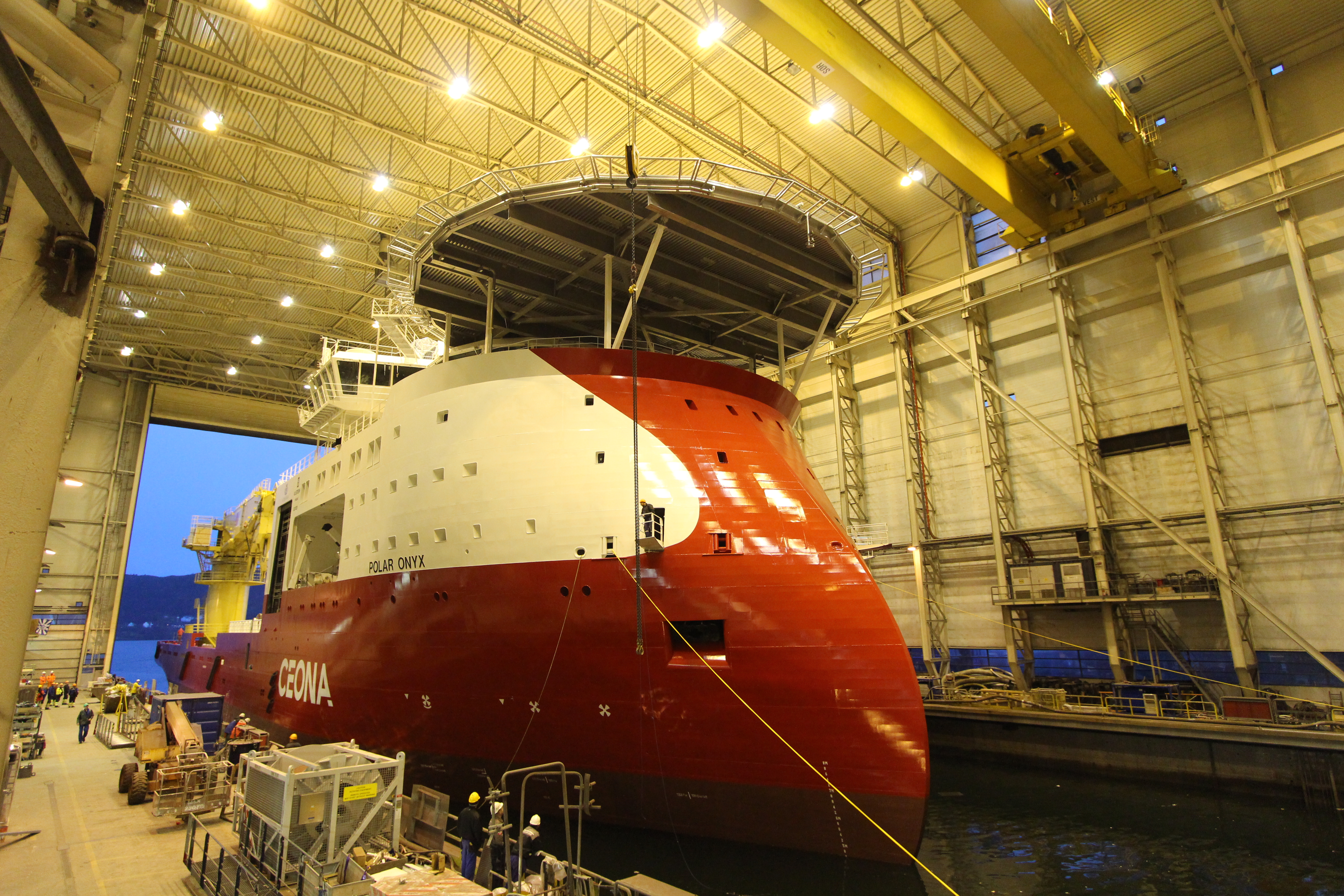
Navire à Ulstein Verft

Le navire a été construit en 2013 au chantier naval norvégien Ulstein Verft pour la société locale GC Rieber Shipping. Après cela, au printemps 2014, une grue flottante de grande capacité Matador 3 a installé la grue sur le Polar Onyx chez Huisman à Schiedam, aux Pays-Bas.
Le navire est capable de travaux de construction et de pose de conduites flexibles d'un diamètre de 50 à 630 mm à des profondeurs allant jusqu'à 3 000 mètres. Il est équipé d'une grue d'une capacité de 250 tonnes et d'une tour tubulaire d'une capacité de 275 tonnes, tandis que les travaux sont effectués à travers une trappe centrale ("moonpool") mesurant 8×8 mètres. Le pont de travail du navire d'une superficie de 1 700 m² est conçu pour accueillir 5 800 tonnes de cargaison avec une charge maximale de 10 t/m². Les tuyaux flexibles sont placés sur un carrousel d'une capacité de 2 000 tonnes.
Polar Onyx dispose de deux sous-marins télécommandés (ROV), capables d'effectuer des tâches à des profondeurs allant jusqu'à 3 000 mètres. La deuxième trappe centrale de 4,9×5 mètres est conçue pour eux.
Le déplacement vers le chantier s'effectue à une vitesse maximale de 15 nœuds (vitesse de fonctionnement de 13,5 nœuds) et la précision de l'installation est assurée par le système de positionnement dynamique DP3. La centrale se compose de six moteurs d'une capacité de 2,88 MW chacun.
Il y a des cabines à bord pour 130 personnes. La livraison du personnel et des marchandises peut être effectuée à l'aide d'un hélipad d'un diamètre de 20,9 mètres, conçue pour recevoir des véhicules pesant jusqu'à 12,8 tonnes type Sikorsky S-92).

## La tâche du navire
En 2014, immédiatement après son achèvement, le navire a été engagé pour travailler au large des côtes brésiliennes pour Petrobras. 
En janvier 2016, Polar Onyx a été expédié sur la côte nigériane, où il a posé diverses communications (gazoducs, pipelines de raccordement biphasés, lignes d'injection d'eau, etc.) sur le champ pétrolifère d'Agbami Field (en) développé par Chevron.
Au milieu de la même année, il s'est rendu sur la côte angolaise pour la pose de pipelines et les travaux de construction. 
Début 2018, le navire a été envoyé sur les côtes du Ghana, où il a remplacé le navire polyvalent Dina Star. En vertu du contrat, jusqu'en mars 2021, Polar Onyx effectuera des inspections et des opérations diverses dans les champs de pétrole et de gaz Jubilee et Tweneboa Enyenra Ntomme Oil Field (en).

### Articles externes
- Polar Onyx- Site marinetraffic
- Polar Onyx - Site DeepOcean
- Polar Onyx - Site GC Rieber